# Василина Демчинська
Василина Степанівна Демчинська (псевдо «Циганка»; 1922, с. Піддубці Луцького повіту Волинського воєводства — 14 серпня 1945, с. Піддубці Луцького району Волинської області) — організаторка медичної допомоги повстанцям УПА, керівниця референтури Червоного Хреста округи «Турів» УПА-Північ. Нагороджена медаллю «За боротьбу в особливо важких умовинах». В 1947 році, посмертно, за особливі заслуги у справі визволення України, нагороджена «Срібним Хрестом бойової Заслуги».

## Життєпис
Народилась Василина Демчинська 1922 р. у с. Піддубці, тепер Луцького району Волинської області, в незаможній селянській родині. Була найстаршою серед двох братів і трьох сестер. Закінчила 5 класів у Піддубцівській школі, кравецькі курси у Луцьку і з 14 років працювала швачкою, чим суттєво допомагала сім'ї. З дитинства товаришувала з старшою на два роки сусідкою Зіною, молодшою сестрою Сергія Качинського, пізніше командира сотні УПА, перебувала під впливом ідей ОУН. 1940 р. належала до юнацької ланки ОУН. За спогадами Драницької Зіни Іванівни, 1920 р. н., була середнього зросту з розкішною чорною косою, схожа на циганку, і її так іноді називали подруги. Згодом це прізвисько стало її псевдом у підпільній роботі. 5 грудня 1940 р. була заарештована органами НКВС разом із Зіною Драницькою за звинуваченням в антисовєтській пропаганді. Звільнена німцями 23.06.1941 р. з Луцької в'язниці. В 1943 році займалась організацією польових шпиталів у Колківській республіці, забезпеченням їх перев'язувальними матеріалами і ліками, зокрема німецьким медичним препаратом «долантин» (діяв як морфій). Організовувала курси санітарок в селах, на яких вчили виготовляти і стерилізувати бинти, збирати і сушити лікарські трави, заготовляти дубову і вербову кору, зупиняти кровотечу, надавати першу медичну допомогу пораненим. Завдяки її діяльності було врятовано життя багатьом повстанцям. Особливо відзначилась при евакуації партизанського шпиталю із села Ситниця через річку Стир, на човнах, плотах і звичайних драбинах, під час наступу німецьких карателів на Колки.

## Діяльність
Василина була зв'язковою, розвідницею, станичною жіночої сітки, з 1942 р. очолювала жіночу ланку Теремнівського районного проводу ОУН, із 1943 р. була господаркою Теремнівського районного проводу ОУН, потім керівником референтури Червоного Хреста округи «Турів» УПА — Північ. Безпосередньо підпорядковувалась «Вербі». З початку 1945 року стала членом Рівненського окружного проводу ОУН.

## Родина
Батько Степан в 1940 році заарештований НКВС, загинув у Луцькій тюрмі. Матір Антоніну з малими дітьми 15.05.1941 р. вивезли в Красноярський край (Росія).

## Історія загибелі
На свято Маковія 14 серпня 1945 року у рідному селі, за доносом, їхню криївку в стодолі Василя Якимчука оточили чекісти до тридцяти солдат. П'ятеро підпільників, почали відстрілюватись. Коли із підпаленої клуні, за командою надрайонного провідника Бохонка Григорія (псевдо «Став»), під прикриттям диму вискочили повстанці, на ходу поливаючи нападників свинцевим дощем, то їх прикривали вогнем Василина і Іван Циплюк з Вишнева. Бохонка ворожа куля звалила на подвір'ї, одному з повстанців вдалося вислизнути з оточення, Козяр Сергій Андрійович застрілився. Циганка вийшла у вишитій сорочці з автоматом на грудях та розпущеними косами. Чекісти оторопіли та й кажуть: «Красавіца, сдавайся, ми тєбє падарім жизнь». А вона гордо їм відповіла: «Українські патріоти живими в руки ворога не здаються». Відстріляла останню обойму з автомата, кинула їм під ноги, і пішла у палаючу клуню до пораненого Івана Циплюка. Так і поховали їх обгорілі кістки в одній могилі на цвинтарі с. Піддубці.

## Вшанування пам'яті
У місті Луцьк вулицю Гризодубової перейменували на вулицю Василини Демчинської.

## Виноски
1. ↑  (теп. 
Луцького р-ну)
2. ↑  Олена Мостович, 1915 р. н., родом із с. Малин. У 1944–1945 рр. була керівником жіночої референтури Проводу на ПЗУЗ, загинула у 1945 р.